# Larisa Pétrik
Larisa Pétrik (Dólinsk, Rusia, 28 de agosto de 1949) es una gimnasta artística rusa, que compitiendo con la Unión Soviética, consiguió ser campeona olímpica en 1968 en el concurso por equipos.

## Carrera deportiva
En los JJ. OO. de México 1968 consigue el oro por equipos, por delante de Checoslovaquia y Alemania del Este, también oro en el ejercicio de suelo —por delante de la checoslovaca Věra Čáslavská y de su compatriota la soviética Natalia Kuchínskaya— y bronce en la viga de equilibrio, tras de nuevo Věra Čáslavská y Natalia Kuchínskaya.